# Discogs
A Discogs (a név angolul a diszkográfiák szó rövidítése) egy amerikai weboldal, ami egy crowdsourcing alapján működő adatbázis zenei felvételek listázásához, és internetes áruház. Az oldal tulajdonosa a portlandi Zink Media. Az oldal adatbázisa több mint 9 millió zenei kiadványt tartalmaz, amit 350 000-nél is több felhasználó bővít.

## Történet
Az oldalt 2000 novemberében indította el Kevin Lewandowski, hogy egy adatbázist teremtsen az elektronikus zenéknek. Az adatbázis később több műfajjal is bővült.
2014-ben az oldal tulajdonosa elindított több mellékprojektet, először a VinylHubot, ami a hanglemezeket árusító boltokat listázza. Ugyanazon évben indult el még a Filmogs, a Discogs alapjára épülő filmes adatbázis és internetes piactér, illetve a Gearogs, ami a zenei felszerelésekre specializálódott. 2015-ben indult el a Bookogs (korábbi nevén Bibliogs), ami könyvek digitális és fizikai kiadásainak listázására készült adatbázis, és internetes piactér.
A Gearogs mindössze 21 000 felhasználóval rendelkezett, így a készítők úgy döntöttek, hogy törlik ezt az oldalt, mely 2020. augusztus 31-én be is következett.